# TowerMadness
TowerMadness est un jeu de stratégie et tower defense en 3D pour iOS et Android, développé par Limbic Software. Il existe trois versions iOS de TowerMadness: TowerMadness, la version originale sortie le 23 mai 2009; TowerMadness Zero, la version activée par la publicité publiée le 25 octobre 2009; et TowerMadness HD, la version améliorée pour iPad qui inclut le mode multijoueur en écran partagé sorti le 23 mai 2010. La version Android de TowerMadness a été lancée pour Google Play le 5 décembre 2013. Le 23 janvier 2014, Limbic a publié la suite de TowerMadness, TowerMadness 2. 

## Gameplay
L'objectif dans TowerMadness est de défendre une base remplie d'un troupeau de moutons contre des vagues d'extraterrestres en détruisant les extraterrestres avec diverses armes sous forme de tours. Les OVNIS déposent des extraterrestres envahisseurs sur les pistes d'atterrissage et les vagues d'ennemis se dirigent vers la base pour enlever les moutons. Chaque vague arrive toutes les 20 secondes, ou toutes les vagues d'extraterrestres peuvent être envoyées en même temps. Le but de chaque extraterrestre est d'enlever un mouton. Le joueur détruit les extraterrestres en construisant des tours. Chaque ennemi détruit fournit au joueur plus de pièces en jeu pour obtenir de nouvelles tours et améliorer les tours existantes. Une fois que toutes les vagues d'ennemis sont détruites ou que tous les moutons ont été enlevés, le jeu se termine.
Il existe deux modes de jeu: Normal et Infini, dans lesquels les deux contiennent des cartes avec des difficultés faciles, moyennes, difficiles ou de folie au choix. En mode Normal, il y a un nombre défini de vagues ennemies et un nombre défini de pièces à gagner. En mode sans fin, les vagues d'ennemis sont infinies. Ce mode comprend également une option Sandbox, qui démarre le joueur avec 10 000 pièces et une augmentation de la vitesse d'ajout et de mise à niveau de tours avant d'envoyer les vagues infinies d'extraterrestres.

## Accueil
TowerMadness a reçu des critiques généralement positives. En août 2009, Wired a décrit le jeu comme «un amusement addictif et fastidieux».  TowerMadness HD a été le gagnant du jeu iPad de l'année 2011 Pocket Gamer Readers 'Choice. 